# Élections municipales de 2014 en Corrèze
Les élections municipales en Corrèze se sont déroulées les 23 et 30 mars 2014.

## Maires sortants et maires élus
Le scrutin est marqué par des changements d'importance. Brive-la-Gaillarde, préfecture du département et gagnée par le PS en 2008, repasse à droite. La gauche perd également à Argentat, Arnac-Pompadour, Beaulieu-sur-Dordogne, Juillac, Lagraulière, Malemort-sur-Corrèze, Naves, Saint-Viance, Ussel et Voutezac. Les succès enregistrés à Meymac, Saint-Privat et Varetz ne suffisent cependant pas à combler ce bilan défavorable. La droite et ses alliés de l'UDI deviennent ainsi majoritaires d'une courte tête dans le département.
| Commune                   | Population | Maire sortant                | Parti | Parti | Maire élu                    | Parti | Parti |
| ------------------------- | ---------- | ---------------------------- | ----- | ----- | ---------------------------- | ----- | ----- |
| Allassac                  | 3 829      | Gilbert Fronty               |       | PS    | Jean-Louis Lascaux           |       | PS    |
| Argentat                  | 3 016      | René Teulade                 |       | PS    | Jean-Claude Leygnac          |       | UMP   |
| Arnac-Pompadour           | 1 195      | Jean-Michel Reillier         |       | PS    | Alain Tisseuil               |       | UDI   |
| Beaulieu-sur-Dordogne     | 1 223      | Jacques Descargues           |       | PS    | Dominique Cayre              |       | DVD   |
| Beynat                    | 1 263      | Pascal Coste                 |       | UMP   | Pascal Coste                 |       | UMP   |
| Bort-les-Orgues           | 2 887      | Nathalie Delcouderc-Juillard |       | PS    | Nathalie Delcouderc-Juillard |       | PS    |
| Brive-la-Gaillarde        | 48 267     | Philippe Nauche              |       | PS    | Frédéric Soulier             |       | UMP   |
| Chamberet                 | 1 333      | Daniel Chasseing             |       | UDI   | Daniel Chasseing             |       | UDI   |
| Chamboulive               | 1 176      | Noël Martinie                |       | PS    | Noël Martinie                |       | PS    |
| Chameyrat                 | 1 582      | Alain Vaux                   |       | PS    | Alain Vaux                   |       | PS    |
| Cornil                    | 1 404      | Pascal Fouché                |       | DVD   | Pascal Fouché                |       | DVD   |
| Corrèze                   | 1 154      | François Barbazange          |       | PS    | Jean-François Labbat         |       | PS    |
| Cosnac                    | 2 929      | Gérard Soler                 |       | DVD   | Gérard Soler                 |       | DVD   |
| Cublac                    | 1 748      | Jean-Marc Brut               |       | UMP   | Jean-Marc Brut               |       | UMP   |
| Donzenac                  | 2 566      | Yves Laporte                 |       | UMP   | Yves Laporte                 |       | UMP   |
| Égletons                  | 4 471      | Michel Paillassou            |       | UMP   | Michel Paillassou            |       | UMP   |
| Juillac                   | 1 138      | Thierry Crouzillat           |       | PS    | Josette Fargetas             |       | UDI   |
| Lagraulière               | 1 131      | Françoise Laurent            |       | PS    | Jean-Christophe Lechipre     |       | DVD   |
| Laguenne                  | 1 424      | Roger Chassagnard            |       | PS    | Roger Chassagnard            |       | PS    |
| Larche                    | 1 588      | Jean-Claude Fimbel           |       | DVD   | Bernard Duteil               |       | DVD   |
| Lubersac                  | 2 290      | Jean-Pierre Decaie           |       | UMP   | Jean-Pierre Decaie           |       | UMP   |
| Malemort-sur-Corrèze      | 7 668      | Jean-Jacques Pouyadoux       |       | PS    | Frédérique Meunier           |       | UDI   |
| Mansac                    | 1 362      | Isabelle David               |       | PS    | Isabelle David               |       | PS    |
| Meymac                    | 2 464      | Serge Vialle                 |       | UMP   | Philippe Brugère             |       | PS    |
| Meyssac                   | 1 264      | Jacques Masson               |       | PS    | Christophe Caron             |       | PS    |
| Naves                     | 2 321      | Alain Brette                 |       | PS    | Christophe Jerretie          |       | DVD   |
| Neuvic                    | 1 786      | Jean Stöhr                   |       | UMP   | Jean Stöhr                   |       | UMP   |
| Objat                     | 3 582      | Philippe Vidau               |       | UMP   | Philippe Vidau               |       | UMP   |
| Perpezac-le-Noir          | 1 082      | Francis Chalard              |       | PS    | Francis Chalard              |       | PS    |
| Rosiers-d'Égletons        | 1 067      | Jean Boinet                  |       | PS    | Jean Boinet                  |       | PS    |
| Saint-Clément             | 1 299      | Daniel Combes                |       | PS    | Daniel Combes                |       | PS    |
| Saint-Germain-les-Vergnes | 1 005      | Alain Penot                  |       | UMP   | Alain Penot                  |       | UMP   |
| Saint-Mexant              | 1 193      | Jean-Marie Freysseline       |       | PS    | Jean-Marie Freysseline       |       | PS    |
| Saint-Pantaléon-de-Larche | 4 681      | Jean-Jacques Delpech         |       | UMP   | Alain Lapacherie             |       | DVD   |
| Saint-Privat              | 1 108      | Serge Galliez                |       | UMP   | Jean-Basile Sallard          |       | PS    |
| Saint-Viance              | 1 696      | Bernadette Vignal            |       | PS    | Robert Louradour             |       | DVD   |
| Sainte-Féréole            | 1 820      | Henri Soulier                |       | UMP   | Henri Soulier                |       | UMP   |
| Sainte-Fortunade          | 1 781      | Michel Jaulin                |       | PS    | Michel Jaulin                |       | PS    |
| Seilhac                   | 1 701      | Marc Géraudie                |       | DVG   | Marc Géraudie                |       | DVG   |
| Treignac                  | 1 368      | Jean Paul Navaud             |       | UMP   | Gérard Coignac               |       | PS    |
| Tulle                     | 14 666     | Bernard Combes               |       | PS    | Bernard Combes               |       | PS    |
| Ussac                     | 3 986      | Gilbert Rouhaud              |       | PS    | Gilbert Rouhaud              |       | PS    |
| Ussel                     | 9 948      | Martine Leclerc              |       | PS    | Christophe Arfeuillere       |       | UMP   |
| Uzerche                   | 3 042      | Sophie Dessus                |       | PS    | Sophie Dessus                |       | PS    |
| Varetz                    | 2 268      | Jean-Pierre Charliaguet      |       | DVD   | Nicolas Pennel               |       | DVG   |
| Vigeois                   | 1 231      | Anne-Marie Tixier            |       | DVG   | Jean-Paul Comby              |       | DVG   |
| Voutezac                  | 1 270      | Georges Peyramaure           |       | PS    | Nicole Poulverel             |       | UMP   |

### Résultats en nombre de maires
| Partis       | Partis                            | Maires sortants | Maires élus | Évolution |
| ------------ | --------------------------------- | --------------- | ----------- | --------- |
|              | Parti socialiste                  | 27              | 19          | 8         |
|              | Divers gauche                     | 2               | 3           | 1         |
| Total gauche | Total gauche                      | 29              | 22          | 7         |
|              | Union pour un mouvement populaire | 13              | 14          | 1         |
|              | Divers droite                     | 4               | 7           | 3         |
|              | UDI                               | 1               | 4           | 3         |
| Total droite | Total droite                      | 18              | 25          | 7         |
| Total        | Total                             | 47              | 47          | -         |

## Résultats dans les communes de plus de1 000 habitants

### Allassac
- Maire sortant : Gilbert Fronty (PS)
- 27 sièges à pourvoir au conseil municipal (population légale 2011 : 3 829 habitants)
- 2 sièges à pourvoir au conseil communautaire (CA du Bassin de Brive)

|                | Jean-Louis Lascaux | DVG            | 1 143 | 53,03  | 21 | 2 |  |  |
|                | Éric Valery        | DVD            | 1 012 | 46,96  | 6  |   |  |  |
|                |                    |                |       |        |    |   |  |  |
| Inscrits       | Inscrits           | Inscrits       | 2 965 | 100,00 |    |   |  |  |
| Abstentions    | Abstentions        | Abstentions    | 678   | 22,87  |    |   |  |  |
| Votants        | Votants            | Votants        | 2 287 | 77,13  |    |   |  |  |
| Blancs et nuls | Blancs et nuls     | Blancs et nuls | 132   | 5,77   |    |   |  |  |
| Exprimés       | Exprimés           | Exprimés       | 2 155 | 94,23  |    |   |  |  |

### Argentat
- Maire sortant : René Teulade (PS)
- 23 sièges à pourvoir au conseil municipal (population légale 2011 : 3 016 habitants)
- 10 sièges à pourvoir au conseil communautaire ()

|                | Jean-Claude Leygnac | DVD            | 1 112 | 60,59  | 19 | 8 |  |  |
|                | François Bretin     | PS-PCF-EELV    | 723   | 39,40  | 4  | 2 |  |  |
|                |                     |                |       |        |    |   |  |  |
| Inscrits       | Inscrits            | Inscrits       | 2 520 | 100,00 |    |   |  |  |
| Abstentions    | Abstentions         | Abstentions    | 585   | 23,21  |    |   |  |  |
| Votants        | Votants             | Votants        | 1 935 | 76,79  |    |   |  |  |
| Blancs et nuls | Blancs et nuls      | Blancs et nuls | 100   | 5,17   |    |   |  |  |
| Exprimés       | Exprimés            | Exprimés       | 1 835 | 94,83  |    |   |  |  |

### Arnac-Pompadour
- Maire sortant : Jean-Michel Reillier
- 15 sièges à pourvoir au conseil municipal (population légale 2011 : 1 195 habitants)
- 6 sièges à pourvoir au conseil communautaire (CC du Pays de Lubersac-Pompadour)

|                          | Alain Tisseuil         | UDI            | 472 | 61,94  | 12 | 5 |  |  |
|                          | Jean-Michel Reillier * | DVG            | 290 | 38,05  | 3  | 1 |  |  |
|                          |                        |                |     |        |    |   |  |  |
| Inscrits                 | Inscrits               | Inscrits       | 994 | 100,00 |    |   |  |  |
| Abstentions              | Abstentions            | Abstentions    | 188 | 18,91  |    |   |  |  |
| Votants                  | Votants                | Votants        | 806 | 81,09  |    |   |  |  |
| Blancs et nuls           | Blancs et nuls         | Blancs et nuls | 44  | 5,46   |    |   |  |  |
| Exprimés                 | Exprimés               | Exprimés       | 762 | 94,54  |    |   |  |  |
| * Liste du maire sortant |                        |                |     |        |    |   |  |  |

### Beaulieu-sur-Dordogne
- Maire sortant : Jacques Descargues
- 15 sièges à pourvoir au conseil municipal (population légale 2011 : 1 223 habitants)
- 4 sièges à pourvoir au conseil communautaire (CC Midi Corrézien)

|                          | Dominique Cayre      | DVD            | 388 | 56,15  | 12 | 3 |  |  |
|                          | Jacques Descargues * | PS             | 303 | 43,84  | 3  | 1 |  |  |
|                          |                      |                |     |        |    |   |  |  |
| Inscrits                 | Inscrits             | Inscrits       | 849 | 100,00 |    |   |  |  |
| Abstentions              | Abstentions          | Abstentions    | 130 | 15,31  |    |   |  |  |
| Votants                  | Votants              | Votants        | 719 | 84,69  |    |   |  |  |
| Blancs et nuls           | Blancs et nuls       | Blancs et nuls | 28  | 3,89   |    |   |  |  |
| Exprimés                 | Exprimés             | Exprimés       | 691 | 96,11  |    |   |  |  |
| * Liste du maire sortant |                      |                |     |        |    |   |  |  |

### Beynat
- Maire sortant : Pascal Coste
- 15 sièges à pourvoir au conseil municipal (population légale 2011 : 1 263 habitants)
- 5 sièges à pourvoir au conseil communautaire (CC Midi Corrézien)

|                          | Pascal Coste *       | DVD            | 562   | 67,62  | 13 | 5 |  |  |
|                          | Jean-Michel Leymarie | DVG            | 269   | 32,37  | 2  |   |  |  |
|                          |                      |                |       |        |    |   |  |  |
| Inscrits                 | Inscrits             | Inscrits       | 1 025 | 100,00 |    |   |  |  |
| Abstentions              | Abstentions          | Abstentions    | 136   | 13,27  |    |   |  |  |
| Votants                  | Votants              | Votants        | 889   | 86,73  |    |   |  |  |
| Blancs et nuls           | Blancs et nuls       | Blancs et nuls | 58    | 6,52   |    |   |  |  |
| Exprimés                 | Exprimés             | Exprimés       | 831   | 93,48  |    |   |  |  |
| * Liste du maire sortant |                      |                |       |        |    |   |  |  |

### Bort-les-Orgues
- Maire sortant : Nathalie Delcouderc-Juillard
- 23 sièges à pourvoir au conseil municipal (population légale 2011 : 2 887 habitants)
- 13 sièges à pourvoir au conseil communautaire (CC Haute-Corrèze Communauté)

|                          | Nathalie Delcouderc-Juillard * | PS             | 943   | 67,84  | 20 | 11 |  |  |
|                          | Jacqueline Delevoye Dal-farra  | SE             | 447   | 32,15  | 3  | 2  |  |  |
|                          |                                |                |       |        |    |    |  |  |
| Inscrits                 | Inscrits                       | Inscrits       | 2 106 | 100,00 |    |    |  |  |
| Abstentions              | Abstentions                    | Abstentions    | 585   | 27,78  |    |    |  |  |
| Votants                  | Votants                        | Votants        | 1 521 | 72,22  |    |    |  |  |
| Blancs et nuls           | Blancs et nuls                 | Blancs et nuls | 131   | 8,61   |    |    |  |  |
| Exprimés                 | Exprimés                       | Exprimés       | 1 390 | 91,39  |    |    |  |  |
| * Liste du maire sortant |                                |                |       |        |    |    |  |  |

### Brive-la-Gaillarde
- Maire sortant : Philippe Nauche (PS)
- 43 sièges à pourvoir au conseil municipal (population légale 2011 : 48 267 habitants)
- 34 sièges à pourvoir au conseil communautaire (CA du Bassin de Brive)

| Tête de liste            | Tête de liste     | Liste          | Premier tour | Premier tour | Second tour | Second tour | Sièges | Sièges |
| Tête de liste            | Tête de liste     | Liste          | Voix         | %            | Voix        | %           | CM     | CC     |
| ------------------------ | ----------------- | -------------- | ------------ | ------------ | ----------- | ----------- | ------ | ------ |
|                          | Frédéric Soulier  | UMP-UDI        | 9 066        | 46,00        | 11 844      | 58,80       | 34     | 27     |
|                          | Philippe Nauche * | PS-PCF         | 6 695        | 33,97        | 8 296       | 41,19       | 9      | 7      |
|                          | Bernard Murat     | DVD            | 2 412        | 12,24        |             |             |        |        |
|                          | Daniel Freygefond | EELV           | 1 532        | 7,77         |             |             |        |        |
|                          |                   |                |              |              |             |             |        |        |
| Inscrits                 | Inscrits          | Inscrits       | 33 484       | 100,00       | 33 486      | 100,00      |        |        |
| Abstentions              | Abstentions       | Abstentions    | 12 821       | 38,29        | 12 199      | 36,43       |        |        |
| Votants                  | Votants           | Votants        | 20 663       | 61,71        | 21 287      | 63,57       |        |        |
| Blancs et nuls           | Blancs et nuls    | Blancs et nuls | 958          | 4,64         | 1 147       | 5,39        |        |        |
| Exprimés                 | Exprimés          | Exprimés       | 19 705       | 95,36        | 20 140      | 94,61       |        |        |
| * Liste du maire sortant |                   |                |              |              |             |             |        |        |

### Chamberet
- Maire sortant : Dr Daniel Chasseing
- 15 sièges à pourvoir au conseil municipal (population légale 2011 : 1 333 habitants)
- 4 sièges à pourvoir au conseil communautaire (CC Vézère-Monédières-Millesources)

|                          | Daniel Chasseing * | UDI            | 492   | 63,23  | 13 | 3 |  |  |
|                          | Alain Sage         | FG             | 286   | 36,76  | 2  | 1 |  |  |
|                          |                    |                |       |        |    |   |  |  |
| Inscrits                 | Inscrits           | Inscrits       | 1 087 | 100,00 |    |   |  |  |
| Abstentions              | Abstentions        | Abstentions    | 202   | 18,58  |    |   |  |  |
| Votants                  | Votants            | Votants        | 885   | 81,42  |    |   |  |  |
| Blancs et nuls           | Blancs et nuls     | Blancs et nuls | 107   | 12,09  |    |   |  |  |
| Exprimés                 | Exprimés           | Exprimés       | 778   | 87,91  |    |   |  |  |
| * Liste du maire sortant |                    |                |       |        |    |   |  |  |

### Chamboulive
- Maire sortant : Noël Martinie
- 15 sièges à pourvoir au conseil municipal (population légale 2011 : 1 176 habitants)
- 2 sièges à pourvoir au conseil communautaire (CA Tulle Agglo)

|                          | Noël Martinie * | PS             | 403 | 60,05  | 12 | 2 |  |  |
|                          | Pierre Couloumy | DVD            | 268 | 39,94  | 3  |   |  |  |
|                          |                 |                |     |        |    |   |  |  |
| Inscrits                 | Inscrits        | Inscrits       | 965 | 100,00 |    |   |  |  |
| Abstentions              | Abstentions     | Abstentions    | 198 | 20,52  |    |   |  |  |
| Votants                  | Votants         | Votants        | 767 | 79,48  |    |   |  |  |
| Blancs et nuls           | Blancs et nuls  | Blancs et nuls | 96  | 12,52  |    |   |  |  |
| Exprimés                 | Exprimés        | Exprimés       | 671 | 87,48  |    |   |  |  |
| * Liste du maire sortant |                 |                |     |        |    |   |  |  |

### Chameyrat
- Maire sortant : Alain Vaux
- 19 sièges à pourvoir au conseil municipal (population légale 2011 : 1 582 habitants)
- 2 sièges à pourvoir au conseil communautaire (CA Tulle Agglo)

|                          | Alain Vaux *   | PS             | 453   | 54,57  | 15 | 2 |  |  |
|                          | Sylvain Roch   | FG             | 377   | 45,42  | 4  |   |  |  |
|                          |                |                |       |        |    |   |  |  |
| Inscrits                 | Inscrits       | Inscrits       | 1 283 | 100,00 |    |   |  |  |
| Abstentions              | Abstentions    | Abstentions    | 297   | 23,15  |    |   |  |  |
| Votants                  | Votants        | Votants        | 986   | 76,85  |    |   |  |  |
| Blancs et nuls           | Blancs et nuls | Blancs et nuls | 156   | 15,82  |    |   |  |  |
| Exprimés                 | Exprimés       | Exprimés       | 830   | 84,18  |    |   |  |  |
| * Liste du maire sortant |                |                |       |        |    |   |  |  |

### Cornil
- Maire sortant : Pascal Fouché
- 15 sièges à pourvoir au conseil municipal (population légale 2011 : 1 404 habitants)
- 2 sièges à pourvoir au conseil communautaire (CA Tulle Agglo)

|                          | Pascal Fouché * | DVD            | 444 | 100,00 | 15 | 2 |  |  |
|                          |                 |                |     |        |    |   |  |  |
| Inscrits                 | Inscrits        | Inscrits       | 872 | 100,00 |    |   |  |  |
| Abstentions              | Abstentions     | Abstentions    | 279 | 32,00  |    |   |  |  |
| Votants                  | Votants         | Votants        | 593 | 68,00  |    |   |  |  |
| Blancs et nuls           | Blancs et nuls  | Blancs et nuls | 149 | 25,13  |    |   |  |  |
| Exprimés                 | Exprimés        | Exprimés       | 444 | 74,87  |    |   |  |  |
| * Liste du maire sortant |                 |                |     |        |    |   |  |  |

### Corrèze
- Maire sortant : François Barbazange (DVG)
- 15 sièges à pourvoir au conseil municipal (population légale 2011 : 1 154 habitants)
- 2 sièges à pourvoir au conseil communautaire (CA Tulle Agglo)

|                | Jean-François Labbat | DVG            | 398 | 58,44  | 12 | 2 |  |  |
|                | Mathieu Martinie     | DVD            | 283 | 41,55  | 3  |   |  |  |
|                |                      |                |     |        |    |   |  |  |
| Inscrits       | Inscrits             | Inscrits       | 930 | 100,00 |    |   |  |  |
| Abstentions    | Abstentions          | Abstentions    | 166 | 17,85  |    |   |  |  |
| Votants        | Votants              | Votants        | 764 | 82,15  |    |   |  |  |
| Blancs et nuls | Blancs et nuls       | Blancs et nuls | 83  | 10,86  |    |   |  |  |
| Exprimés       | Exprimés             | Exprimés       | 681 | 89,14  |    |   |  |  |

### Cosnac
- Maire sortant : Gérard Soler
- 23 sièges à pourvoir au conseil municipal (population légale 2011 : 2 929 habitants)
- 2 sièges à pourvoir au conseil communautaire (CA du Bassin de Brive)

|                          | Gérard Soler * | DVD            | 1 129 | 68,46  | 20 | 2 |  |  |
|                          | Daniel Geneste | DVG            | 520   | 31,53  | 3  |   |  |  |
|                          |                |                |       |        |    |   |  |  |
| Inscrits                 | Inscrits       | Inscrits       | 2 385 | 100,00 |    |   |  |  |
| Abstentions              | Abstentions    | Abstentions    | 624   | 26,16  |    |   |  |  |
| Votants                  | Votants        | Votants        | 1 761 | 73,84  |    |   |  |  |
| Blancs et nuls           | Blancs et nuls | Blancs et nuls | 112   | 6,36   |    |   |  |  |
| Exprimés                 | Exprimés       | Exprimés       | 1 649 | 93,64  |    |   |  |  |
| * Liste du maire sortant |                |                |       |        |    |   |  |  |

### Cublac
- Maire sortant : Jean-Marc Brut
- 19 sièges à pourvoir au conseil municipal (population légale 2011 : 1 748 habitants)
- 2 sièges à pourvoir au conseil communautaire (CA du Bassin de Brive)

|                          | Jean-Marc Brut *    | DVD            | 741   | 69,64  | 16 | 2 |  |  |
|                          | Pierrette Fourastie | DVG            | 323   | 30,35  | 3  |   |  |  |
|                          |                     |                |       |        |    |   |  |  |
| Inscrits                 | Inscrits            | Inscrits       | 1 399 | 100,00 |    |   |  |  |
| Abstentions              | Abstentions         | Abstentions    | 292   | 20,87  |    |   |  |  |
| Votants                  | Votants             | Votants        | 1 107 | 79,13  |    |   |  |  |
| Blancs et nuls           | Blancs et nuls      | Blancs et nuls | 43    | 3,88   |    |   |  |  |
| Exprimés                 | Exprimés            | Exprimés       | 1 064 | 96,12  |    |   |  |  |
| * Liste du maire sortant |                     |                |       |        |    |   |  |  |

### Donzenac
- Maire sortant : Yves Laporte
- 23 sièges à pourvoir au conseil municipal (population légale 2011 : 2 566 habitants)
- 2 sièges à pourvoir au conseil communautaire (CA du Bassin de Brive)

|                          | Yves Laporte * | DVD            | 915   | 62,11  | 19 | 2 |  |  |
|                          | Michèle Reliat | PS             | 558   | 37,88  | 4  |   |  |  |
|                          |                |                |       |        |    |   |  |  |
| Inscrits                 | Inscrits       | Inscrits       | 2 070 | 100,00 |    |   |  |  |
| Abstentions              | Abstentions    | Abstentions    | 474   | 22,90  |    |   |  |  |
| Votants                  | Votants        | Votants        | 1 596 | 77,10  |    |   |  |  |
| Blancs et nuls           | Blancs et nuls | Blancs et nuls | 123   | 7,71   |    |   |  |  |
| Exprimés                 | Exprimés       | Exprimés       | 1 473 | 92,29  |    |   |  |  |
| * Liste du maire sortant |                |                |       |        |    |   |  |  |

### Égletons
- Maire sortant : Michel Paillassou
- 27 sièges à pourvoir au conseil municipal (population légale 2011 : 4 471 habitants)
- 10 sièges à pourvoir au conseil communautaire (CC de Ventadour - Égletons - Monédières)

|                          | Michel Paillassou *  | UMP            | 1 191 | 62,42  | 23 | 9 |  |  |
|                          | Marie-Laure Suau     | DVG            | 469   | 24,58  | 3  | 1 |  |  |
|                          | Jean-Louis Duby      | PS             | 139   | 7,28   | 1  |   |  |  |
|                          | Jean Charles Beineix | UDI            | 109   | 5,71   |    |   |  |  |
|                          |                      |                |       |        |    |   |  |  |
| Inscrits                 | Inscrits             | Inscrits       | 2 439 | 100,00 |    |   |  |  |
| Abstentions              | Abstentions          | Abstentions    | 471   | 19,31  |    |   |  |  |
| Votants                  | Votants              | Votants        | 1 968 | 80,69  |    |   |  |  |
| Blancs et nuls           | Blancs et nuls       | Blancs et nuls | 60    | 3,05   |    |   |  |  |
| Exprimés                 | Exprimés             | Exprimés       | 1 908 | 96,95  |    |   |  |  |
| * Liste du maire sortant |                      |                |       |        |    |   |  |  |

### Juillac
- Maire sortant : Thierry Crouzillat
- 15 sièges à pourvoir au conseil municipal (population légale 2011 : 1 138 habitants)
- 2 sièges à pourvoir au conseil communautaire (CA du Bassin de Brive)

|                          | Josette Fargetas     | UDI            | 338 | 50,07  | 12 | 2 |  |  |
|                          | Thierry Crouzillat * | PS-PCF-EELV    | 337 | 49,92  | 3  |   |  |  |
|                          |                      |                |     |        |    |   |  |  |
| Inscrits                 | Inscrits             | Inscrits       | 922 | 100,00 |    |   |  |  |
| Abstentions              | Abstentions          | Abstentions    | 202 | 21,91  |    |   |  |  |
| Votants                  | Votants              | Votants        | 720 | 78,09  |    |   |  |  |
| Blancs et nuls           | Blancs et nuls       | Blancs et nuls | 45  | 6,25   |    |   |  |  |
| Exprimés                 | Exprimés             | Exprimés       | 675 | 93,75  |    |   |  |  |
| * Liste du maire sortant |                      |                |     |        |    |   |  |  |

### Lagraulière
- Maire sortant : Françoise Laurent (PS)
- 15 sièges à pourvoir au conseil municipal (population légale 2011 : 1 131 habitants)
- 2 sièges à pourvoir au conseil communautaire (CA Tulle Agglo)

|                | Jean-Christophe Lechipre | SE             | 413 | 64,53  | 13 | 2 |  |  |
|                | Christiane Porte         | DVG            | 227 | 35,46  | 2  |   |  |  |
|                |                          |                |     |        |    |   |  |  |
| Inscrits       | Inscrits                 | Inscrits       | 891 | 100,00 |    |   |  |  |
| Abstentions    | Abstentions              | Abstentions    | 183 | 20,54  |    |   |  |  |
| Votants        | Votants                  | Votants        | 708 | 79,46  |    |   |  |  |
| Blancs et nuls | Blancs et nuls           | Blancs et nuls | 68  | 9,60   |    |   |  |  |
| Exprimés       | Exprimés                 | Exprimés       | 640 | 90,40  |    |   |  |  |

### Laguenne
- Maire sortant : Roger Chassagnard
- 15 sièges à pourvoir au conseil municipal (population légale 2011 : 1 424 habitants)
- 2 sièges à pourvoir au conseil communautaire (CA Tulle Agglo)

|                          | Roger Chassagnard * | PS             | 497   | 100,00 | 15 | 2 |  |  |
|                          |                     |                |       |        |    |   |  |  |
| Inscrits                 | Inscrits            | Inscrits       | 1 019 | 100,00 |    |   |  |  |
| Abstentions              | Abstentions         | Abstentions    | 321   | 31,50  |    |   |  |  |
| Votants                  | Votants             | Votants        | 698   | 68,50  |    |   |  |  |
| Blancs et nuls           | Blancs et nuls      | Blancs et nuls | 201   | 28,80  |    |   |  |  |
| Exprimés                 | Exprimés            | Exprimés       | 497   | 71,20  |    |   |  |  |
| * Liste du maire sortant |                     |                |       |        |    |   |  |  |

### Larche
- Maire sortant : Jean-Claude Fimbel
- 19 sièges à pourvoir au conseil municipal (population légale 2011 : 1 588 habitants)
- 2 sièges à pourvoir au conseil communautaire (CA du Bassin de Brive)

|                | Bernard Duteil        | DVD            | 468   | 52,88  | 15 | 2 |  |  |
|                | Jean-François Gautier | DVD            | 417   | 47,11  | 4  |   |  |  |
|                |                       |                |       |        |    |   |  |  |
| Inscrits       | Inscrits              | Inscrits       | 1 298 | 100,00 |    |   |  |  |
| Abstentions    | Abstentions           | Abstentions    | 325   | 25,04  |    |   |  |  |
| Votants        | Votants               | Votants        | 973   | 74,96  |    |   |  |  |
| Blancs et nuls | Blancs et nuls        | Blancs et nuls | 88    | 9,04   |    |   |  |  |
| Exprimés       | Exprimés              | Exprimés       | 885   | 90,96  |    |   |  |  |

### Lubersac
- Maire sortant : Jean-Pierre Decaie
- 19 sièges à pourvoir au conseil municipal (population légale 2011 : 2 290 habitants)
- 10 sièges à pourvoir au conseil communautaire (CC du Pays de Lubersac-Pompadour)

|                          | Jean-Pierre Decaie *    | DVD            | 752   | 58,15  | 16 | 8 |  |  |
|                          | Franck Point-lespinasse | DVD            | 296   | 22,89  | 2  | 1 |  |  |
|                          | Gérard Croiset          | DVG            | 245   | 18,94  | 1  | 1 |  |  |
|                          |                         |                |       |        |    |   |  |  |
| Inscrits                 | Inscrits                | Inscrits       | 1 826 | 100,00 |    |   |  |  |
| Abstentions              | Abstentions             | Abstentions    | 408   | 22,34  |    |   |  |  |
| Votants                  | Votants                 | Votants        | 1 418 | 77,66  |    |   |  |  |
| Blancs et nuls           | Blancs et nuls          | Blancs et nuls | 125   | 8,82   |    |   |  |  |
| Exprimés                 | Exprimés                | Exprimés       | 1 293 | 91,18  |    |   |  |  |
| * Liste du maire sortant |                         |                |       |        |    |   |  |  |

### Malemort-sur-Corrèze
- Maire sortant : Jean-Jacques Pouyadoux (PS)
- 29 sièges à pourvoir au conseil municipal (population légale 2011 : 7 668 habitants)
- 5 sièges à pourvoir au conseil communautaire (CA du Bassin de Brive)

| Tête de liste            | Tête de liste            | Liste          | Premier tour | Premier tour | Second tour | Second tour | Sièges | Sièges |
| Tête de liste            | Tête de liste            | Liste          | Voix         | %            | Voix        | %           | CM     | CC     |
| ------------------------ | ------------------------ | -------------- | ------------ | ------------ | ----------- | ----------- | ------ | ------ |
|                          | Frédérique Meunier       | DVD            | 1 646        | 43,64        | 2 040       | 51,71       | 22     | 4      |
|                          | Jean-Jacques Pouyadoux * | PS             | 1 263        | 33,49        | 1 332       | 33,76       | 5      | 1      |
|                          | Raphaël Descamps         | SE             | 475          | 12,59        | 314         | 7,95        | 1      |        |
|                          | Jean-Pierre Barret       | EELV           | 387          | 10,26        | 259         | 6,56        | 1      |        |
|                          |                          |                |              |              |             |             |        |        |
| Inscrits                 | Inscrits                 | Inscrits       | 5 678        | 100,00       | 5 678       | 100,00      |        |        |
| Abstentions              | Abstentions              | Abstentions    | 1 647        | 29,01        | 1 542       | 27,16       |        |        |
| Votants                  | Votants                  | Votants        | 4 031        | 70,99        | 4 136       | 72,84       |        |        |
| Blancs et nuls           | Blancs et nuls           | Blancs et nuls | 260          | 6,45         | 191         | 4,62        |        |        |
| Exprimés                 | Exprimés                 | Exprimés       | 3 771        | 93,55        | 3 945       | 95,38       |        |        |
| * Liste du maire sortant |                          |                |              |              |             |             |        |        |

### Mansac
- Maire sortant : Isabelle David
- 15 sièges à pourvoir au conseil municipal (population légale 2011 : 1 362 habitants)
- 2 sièges à pourvoir au conseil communautaire (CA du Bassin de Brive)

|                          | Isabelle David * | PS             | 593   | 72,58  | 13 | 2 |  |  |
|                          | Robert Bourzat   | UDI            | 224   | 27,41  | 2  |   |  |  |
|                          |                  |                |       |        |    |   |  |  |
| Inscrits                 | Inscrits         | Inscrits       | 1 047 | 100,00 |    |   |  |  |
| Abstentions              | Abstentions      | Abstentions    | 164   | 15,66  |    |   |  |  |
| Votants                  | Votants          | Votants        | 883   | 84,34  |    |   |  |  |
| Blancs et nuls           | Blancs et nuls   | Blancs et nuls | 66    | 7,47   |    |   |  |  |
| Exprimés                 | Exprimés         | Exprimés       | 817   | 92,53  |    |   |  |  |
| * Liste du maire sortant |                  |                |       |        |    |   |  |  |

### Meymac
- Maire sortant : Serge Vialle
- 19 sièges à pourvoir au conseil municipal (population légale 2011 : 2 464 habitants)
- 6 sièges à pourvoir au conseil communautaire (CC Haute-Corrèze Communauté)

|                          | Philippe Brugere | DVG            | 633   | 51,37  | 15 | 5 |  |  |
|                          | Serge Vialle *   | DVD            | 599   | 48,62  | 4  | 1 |  |  |
|                          |                  |                |       |        |    |   |  |  |
| Inscrits                 | Inscrits         | Inscrits       | 1 890 | 100,00 |    |   |  |  |
| Abstentions              | Abstentions      | Abstentions    | 561   | 29,68  |    |   |  |  |
| Votants                  | Votants          | Votants        | 1 329 | 70,32  |    |   |  |  |
| Blancs et nuls           | Blancs et nuls   | Blancs et nuls | 97    | 7,30   |    |   |  |  |
| Exprimés                 | Exprimés         | Exprimés       | 1 232 | 92,70  |    |   |  |  |
| * Liste du maire sortant |                  |                |       |        |    |   |  |  |

### Meyssac
- Maire sortant : Jacques Masson
- 15 sièges à pourvoir au conseil municipal (population légale 2011 : 1 264 habitants)
- 6 sièges à pourvoir au conseil communautaire (CC Midi Corrézien)

|                | Christophe Caron   | DVG            | 473   | 68,25  | 13 | 5 |  |  |
|                | Jean-Pierre Faurie | SE             | 220   | 31,74  | 2  | 1 |  |  |
|                |                    |                |       |        |    |   |  |  |
| Inscrits       | Inscrits           | Inscrits       | 1 044 | 100,00 |    |   |  |  |
| Abstentions    | Abstentions        | Abstentions    | 241   | 23,08  |    |   |  |  |
| Votants        | Votants            | Votants        | 803   | 76,92  |    |   |  |  |
| Blancs et nuls | Blancs et nuls     | Blancs et nuls | 110   | 13,70  |    |   |  |  |
| Exprimés       | Exprimés           | Exprimés       | 693   | 86,30  |    |   |  |  |

### Naves
- Maire sortant : Alain Brette
- 19 sièges à pourvoir au conseil municipal (population légale 2011 : 2 321 habitants)
- 3 sièges à pourvoir au conseil communautaire (CA Tulle Agglo)

|                          | Christophe Jerretie | DVD            | 807   | 52,98  | 15 | 2 |  |  |
|                          | Alain Brette *      | PS-PCF-EELV    | 716   | 47,01  | 4  | 1 |  |  |
|                          |                     |                |       |        |    |   |  |  |
| Inscrits                 | Inscrits            | Inscrits       | 1 930 | 100,00 |    |   |  |  |
| Abstentions              | Abstentions         | Abstentions    | 316   | 16,37  |    |   |  |  |
| Votants                  | Votants             | Votants        | 1 614 | 83,63  |    |   |  |  |
| Blancs et nuls           | Blancs et nuls      | Blancs et nuls | 91    | 5,64   |    |   |  |  |
| Exprimés                 | Exprimés            | Exprimés       | 1 523 | 94,36  |    |   |  |  |
| * Liste du maire sortant |                     |                |       |        |    |   |  |  |

### Neuvic
- Maire sortant : Jean Stöhr
- 19 sièges à pourvoir au conseil municipal (population légale 2011 : 1 786 habitants)
- 5 sièges à pourvoir au conseil communautaire (CC Haute-Corrèze Communauté)

|                          | Jean Stöhr *     | DVD            | 550   | 57,65  | 15 | 4 |  |  |
|                          | Bernard Gaertner | PS-PCF-EELV    | 404   | 42,34  | 4  | 1 |  |  |
|                          |                  |                |       |        |    |   |  |  |
| Inscrits                 | Inscrits         | Inscrits       | 1 308 | 100,00 |    |   |  |  |
| Abstentions              | Abstentions      | Abstentions    | 283   | 21,64  |    |   |  |  |
| Votants                  | Votants          | Votants        | 1 025 | 78,36  |    |   |  |  |
| Blancs et nuls           | Blancs et nuls   | Blancs et nuls | 71    | 6,93   |    |   |  |  |
| Exprimés                 | Exprimés         | Exprimés       | 954   | 93,07  |    |   |  |  |
| * Liste du maire sortant |                  |                |       |        |    |   |  |  |

### Objat
- Maire sortant : Philippe Vidau
- 27 sièges à pourvoir au conseil municipal (population légale 2011 : 3 582 habitants)
- 2 sièges à pourvoir au conseil communautaire (CA du Bassin de Brive)

|                          | Philippe Vidau * | DVD            | 1 506 | 66,87  | 23 | 2 |  |  |
|                          | Luc Roumazeille  | DVG            | 746   | 33,12  | 4  |   |  |  |
|                          |                  |                |       |        |    |   |  |  |
| Inscrits                 | Inscrits         | Inscrits       | 2 882 | 100,00 |    |   |  |  |
| Abstentions              | Abstentions      | Abstentions    | 541   | 18,77  |    |   |  |  |
| Votants                  | Votants          | Votants        | 2 341 | 81,23  |    |   |  |  |
| Blancs et nuls           | Blancs et nuls   | Blancs et nuls | 89    | 3,80   |    |   |  |  |
| Exprimés                 | Exprimés         | Exprimés       | 2 252 | 96,20  |    |   |  |  |
| * Liste du maire sortant |                  |                |       |        |    |   |  |  |

### Perpezac-le-Noir
- Maire sortant : Francis Chalard
- 15 sièges à pourvoir au conseil municipal (population légale 2011 : 1 082 habitants)
- 3 sièges à pourvoir au conseil communautaire (CC du Pays d'Uzerche)

|                          | Francis Chalard * | PS             | 380 | 100,00 | 15 | 3 |  |  |
|                          |                   |                |     |        |    |   |  |  |
| Inscrits                 | Inscrits          | Inscrits       | 842 | 100,00 |    |   |  |  |
| Abstentions              | Abstentions       | Abstentions    | 204 | 24,23  |    |   |  |  |
| Votants                  | Votants           | Votants        | 638 | 75,77  |    |   |  |  |
| Blancs et nuls           | Blancs et nuls    | Blancs et nuls | 258 | 40,44  |    |   |  |  |
| Exprimés                 | Exprimés          | Exprimés       | 380 | 59,56  |    |   |  |  |
| * Liste du maire sortant |                   |                |     |        |    |   |  |  |

### Rosiers-d'Égletons
- Maire sortant : Jean Boinet
- 15 sièges à pourvoir au conseil municipal (population légale 2011 : 1 067 habitants)
- 3 sièges à pourvoir au conseil communautaire (CC de Ventadour - Égletons - Monédières)

|                          | Jean Boinet *             | PS             | 453 | 66,81  | 13 | 3 |  |  |
|                          | Jacques Guillaumie-billet | DVD            | 225 | 33,18  | 2  |   |  |  |
|                          |                           |                |     |        |    |   |  |  |
| Inscrits                 | Inscrits                  | Inscrits       | 908 | 100,00 |    |   |  |  |
| Abstentions              | Abstentions               | Abstentions    | 170 | 18,72  |    |   |  |  |
| Votants                  | Votants                   | Votants        | 738 | 81,28  |    |   |  |  |
| Blancs et nuls           | Blancs et nuls            | Blancs et nuls | 60  | 8,13   |    |   |  |  |
| Exprimés                 | Exprimés                  | Exprimés       | 678 | 91,87  |    |   |  |  |
| * Liste du maire sortant |                           |                |     |        |    |   |  |  |

### Saint-Clément
- Maire sortant : Daniel Combes
- 15 sièges à pourvoir au conseil municipal (population légale 2011 : 1 299 habitants)
- 2 sièges à pourvoir au conseil communautaire (CA Tulle Agglo)

|                          | Daniel Combes * | PS             | 509   | 65,84  | 13 | 2 |  |  |
|                          | Yves Camarroque | DVG            | 264   | 34,15  | 2  |   |  |  |
|                          |                 |                |       |        |    |   |  |  |
| Inscrits                 | Inscrits        | Inscrits       | 1 047 | 100,00 |    |   |  |  |
| Abstentions              | Abstentions     | Abstentions    | 210   | 20,06  |    |   |  |  |
| Votants                  | Votants         | Votants        | 837   | 79,94  |    |   |  |  |
| Blancs et nuls           | Blancs et nuls  | Blancs et nuls | 64    | 7,65   |    |   |  |  |
| Exprimés                 | Exprimés        | Exprimés       | 773   | 92,35  |    |   |  |  |
| * Liste du maire sortant |                 |                |       |        |    |   |  |  |

### Saint-Germain-les-Vergnes
- Maire sortant : Alain Penot
- 15 sièges à pourvoir au conseil municipal (population légale 2011 : 1 005 habitants)
- 2 sièges à pourvoir au conseil communautaire (CA Tulle Agglo)

|                          | Alain Penot *  | DVD            | 463 | 100,00 | 15 | 2 |  |  |
|                          |                |                |     |        |    |   |  |  |
| Inscrits                 | Inscrits       | Inscrits       | 848 | 100,00 |    |   |  |  |
| Abstentions              | Abstentions    | Abstentions    | 236 | 27,83  |    |   |  |  |
| Votants                  | Votants        | Votants        | 612 | 72,17  |    |   |  |  |
| Blancs et nuls           | Blancs et nuls | Blancs et nuls | 149 | 24,35  |    |   |  |  |
| Exprimés                 | Exprimés       | Exprimés       | 463 | 75,65  |    |   |  |  |
| * Liste du maire sortant |                |                |     |        |    |   |  |  |

### Saint-Mexant
- Maire sortant : Jean-Marie Freysseline
- 15 sièges à pourvoir au conseil municipal (population légale 2011 : 1 193 habitants)
- 2 sièges à pourvoir au conseil communautaire (CA Tulle Agglo)

|                          | Jean-Marie Freysseline * | PS             | 485   | 59,00  | 12 | 2 |  |  |
|                          | Denis Mirat              | FG             | 337   | 40,99  | 3  |   |  |  |
|                          |                          |                |       |        |    |   |  |  |
| Inscrits                 | Inscrits                 | Inscrits       | 1 040 | 100,00 |    |   |  |  |
| Abstentions              | Abstentions              | Abstentions    | 156   | 15,00  |    |   |  |  |
| Votants                  | Votants                  | Votants        | 884   | 85,00  |    |   |  |  |
| Blancs et nuls           | Blancs et nuls           | Blancs et nuls | 62    | 7,01   |    |   |  |  |
| Exprimés                 | Exprimés                 | Exprimés       | 822   | 92,99  |    |   |  |  |
| * Liste du maire sortant |                          |                |       |        |    |   |  |  |

### Saint-Pantaléon-de-Larche
- Maire sortant : Jean-Jacques Delpech (UMP)
- 27 sièges à pourvoir au conseil municipal (population légale 2011 : 4 681 habitants)
- 3 sièges à pourvoir au conseil communautaire (CA du Bassin de Brive)

|                | Alain Lapacherie | DVD            | 1 563 | 60,02  | 22 | 2 |  |  |
|                | Stéphane Raynaud | PRG-PS-PCF     | 1 041 | 39,97  | 5  | 1 |  |  |
|                |                  |                |       |        |    |   |  |  |
| Inscrits       | Inscrits         | Inscrits       | 3 863 | 100,00 |    |   |  |  |
| Abstentions    | Abstentions      | Abstentions    | 1 104 | 28,58  |    |   |  |  |
| Votants        | Votants          | Votants        | 2 759 | 71,42  |    |   |  |  |
| Blancs et nuls | Blancs et nuls   | Blancs et nuls | 155   | 5,62   |    |   |  |  |
| Exprimés       | Exprimés         | Exprimés       | 2 604 | 94,38  |    |   |  |  |

### Saint-Privat
- Maire sortant : Serge Galliez (UMP)
- 15 sièges à pourvoir au conseil municipal (population légale 2011 : 1 108 habitants)
- 5 sièges à pourvoir au conseil communautaire (CC Xaintrie Val'Dordogne)

| Tête de liste  | Tête de liste                | Liste          | Premier tour | Premier tour | Second tour | Second tour | Sièges | Sièges |
| Tête de liste  | Tête de liste                | Liste          | Voix         | %            | Voix        | %           | CM     | CC     |
| -------------- | ---------------------------- | -------------- | ------------ | ------------ | ----------- | ----------- | ------ | ------ |
|                | Jean-Basile Sallard          | PS             | 287          | 40,53        | 300         | 39,84       | 11     | 4      |
|                | Anne-Marie Bordes-froidefond | DVD            | 216          | 30,50        | 255         | 33,86       | 2      | 1      |
|                | Alain Foretnegre             | SE             | 205          | 28,95        | 198         | 26,29       | 2      |        |
|                |                              |                |              |              |             |             |        |        |
| Inscrits       | Inscrits                     | Inscrits       | 855          | 100,00       | 855         | 100,00      |        |        |
| Abstentions    | Abstentions                  | Abstentions    | 98           | 11,46        | 88          | 10,29       |        |        |
| Votants        | Votants                      | Votants        | 757          | 88,54        | 767         | 89,71       |        |        |
| Blancs et nuls | Blancs et nuls               | Blancs et nuls | 49           | 6,47         | 14          | 1,83        |        |        |
| Exprimés       | Exprimés                     | Exprimés       | 708          | 93,53        | 753         | 98,17       |        |        |

### Saint-Viance
- Maire sortant : Bernadette Vignal
- 19 sièges à pourvoir au conseil municipal (population légale 2011 : 1 696 habitants)
- 2 sièges à pourvoir au conseil communautaire (CA du Bassin de Brive)

| Tête de liste            | Tête de liste       | Liste          | Premier tour | Premier tour | Second tour | Second tour | Sièges | Sièges |
| Tête de liste            | Tête de liste       | Liste          | Voix         | %            | Voix        | %           | CM     | CC     |
| ------------------------ | ------------------- | -------------- | ------------ | ------------ | ----------- | ----------- | ------ | ------ |
|                          | Robert Louradour    | DVD            | 522          | 50,00        | 577         | 51,06       | 15     | 2      |
|                          | Bernadette Vignal * | DVG            | 522          | 50,00        | 553         | 48,93       | 4      |        |
|                          |                     |                |              |              |             |             |        |        |
| Inscrits                 | Inscrits            | Inscrits       | 1 383        | 100,00       | 1 383       | 100,00      |        |        |
| Abstentions              | Abstentions         | Abstentions    | 271          | 19,60        | 226         | 16,34       |        |        |
| Votants                  | Votants             | Votants        | 1 112        | 80,40        | 1 157       | 83,66       |        |        |
| Blancs et nuls           | Blancs et nuls      | Blancs et nuls | 68           | 6,12         | 27          | 2,33        |        |        |
| Exprimés                 | Exprimés            | Exprimés       | 1 044        | 93,88        | 1 130       | 97,67       |        |        |
| * Liste du maire sortant |                     |                |              |              |             |             |        |        |

### Sainte-Féréole
- Maire sortant : Henri Soulier
- 19 sièges à pourvoir au conseil municipal (population légale 2011 : 1 820 habitants)
- 2 sièges à pourvoir au conseil communautaire (CA du Bassin de Brive)

|                          | Henri Soulier *   | UMP-UDI        | 726   | 61,52  | 16 | 2 |  |  |
|                          | Jean-Paul Daulhac | PS-PCF-EELV    | 454   | 38,47  | 3  |   |  |  |
|                          |                   |                |       |        |    |   |  |  |
| Inscrits                 | Inscrits          | Inscrits       | 1 527 | 100,00 |    |   |  |  |
| Abstentions              | Abstentions       | Abstentions    | 267   | 17,49  |    |   |  |  |
| Votants                  | Votants           | Votants        | 1 260 | 82,51  |    |   |  |  |
| Blancs et nuls           | Blancs et nuls    | Blancs et nuls | 80    | 6,35   |    |   |  |  |
| Exprimés                 | Exprimés          | Exprimés       | 1 180 | 93,65  |    |   |  |  |
| * Liste du maire sortant |                   |                |       |        |    |   |  |  |

### Sainte-Fortunade
- Maire sortant : Michel Jaulin
- 19 sièges à pourvoir au conseil municipal (population légale 2011 : 1 781 habitants)
- 3 sièges à pourvoir au conseil communautaire (CA Tulle Agglo)

|                          | Michel Jaulin * | PS             | 606   | 52,42  | 15 | 2 |  |  |
|                          | Xavier Durand   | DVD            | 550   | 47,57  | 4  | 1 |  |  |
|                          |                 |                |       |        |    |   |  |  |
| Inscrits                 | Inscrits        | Inscrits       | 1 562 | 100,00 |    |   |  |  |
| Abstentions              | Abstentions     | Abstentions    | 275   | 17,61  |    |   |  |  |
| Votants                  | Votants         | Votants        | 1 287 | 82,39  |    |   |  |  |
| Blancs et nuls           | Blancs et nuls  | Blancs et nuls | 131   | 10,18  |    |   |  |  |
| Exprimés                 | Exprimés        | Exprimés       | 1 156 | 89,82  |    |   |  |  |
| * Liste du maire sortant |                 |                |       |        |    |   |  |  |

### Seilhac
- Maire sortant : Marc Géraudie
- 19 sièges à pourvoir au conseil municipal (population légale 2011 : 1 701 habitants)
- 3 sièges à pourvoir au conseil communautaire (CA Tulle Agglo)

|                          | Marc Géraudie *   | DVG            | 568   | 50,44  | 15 | 2 |  |  |
|                          | Jean-Paul Rassion | DVD            | 558   | 49,55  | 4  | 1 |  |  |
|                          |                   |                |       |        |    |   |  |  |
| Inscrits                 | Inscrits          | Inscrits       | 1 437 | 100,00 |    |   |  |  |
| Abstentions              | Abstentions       | Abstentions    | 238   | 16,56  |    |   |  |  |
| Votants                  | Votants           | Votants        | 1 199 | 83,44  |    |   |  |  |
| Blancs et nuls           | Blancs et nuls    | Blancs et nuls | 73    | 6,09   |    |   |  |  |
| Exprimés                 | Exprimés          | Exprimés       | 1 126 | 93,91  |    |   |  |  |
| * Liste du maire sortant |                   |                |       |        |    |   |  |  |

### Treignac
- Maire sortant : Jean Paul Navaud
- 15 sièges à pourvoir au conseil municipal (population légale 2011 : 1 368 habitants)
- 4 sièges à pourvoir au conseil communautaire (CC Vézère-Monédières-Millesources)

| Tête de liste  | Tête de liste   | Liste          | Premier tour | Premier tour | Second tour | Second tour | Sièges | Sièges |
| Tête de liste  | Tête de liste   | Liste          | Voix         | %            | Voix        | %           | CM     | CC     |
| -------------- | --------------- | -------------- | ------------ | ------------ | ----------- | ----------- | ------ | ------ |
|                | Gérard Coignac  | PS             | 311          | 37,11        | 379         | 41,55       | 11     | 3      |
|                | Frédéric Vergne | UMP            | 278          | 33,17        | 327         | 35,85       | 3      | 1      |
|                | Carine Parot    | DVD            | 249          | 29,71        | 206         | 22,58       | 1      |        |
|                |                 |                |              |              |             |             |        |        |
| Inscrits       | Inscrits        | Inscrits       | 1 066        | 100,00       | 1 066       | 100,00      |        |        |
| Abstentions    | Abstentions     | Abstentions    | 185          | 17,35        | 137         | 12,85       |        |        |
| Votants        | Votants         | Votants        | 881          | 82,65        | 929         | 87,15       |        |        |
| Blancs et nuls | Blancs et nuls  | Blancs et nuls | 43           | 4,88         | 17          | 1,83        |        |        |
| Exprimés       | Exprimés        | Exprimés       | 838          | 95,12        | 912         | 98,17       |        |        |

### Tulle
- Maire sortant : Bernard Combes (PS)
- 33 sièges à pourvoir au conseil municipal (population légale 2011 : 14 666 habitants)
- 16 sièges à pourvoir au conseil communautaire (CA Tulle Agglo)

|                          | Bernard Combes * | PS-PCF-EELV    | 3 878 | 65,15  | 28 | 13 |  |  |
|                          | Raphaël Chaumeil | DVD            | 2 074 | 34,84  | 5  | 3  |  |  |
|                          |                  |                |       |        |    |    |  |  |
| Inscrits                 | Inscrits         | Inscrits       | 9 782 | 100,00 |    |    |  |  |
| Abstentions              | Abstentions      | Abstentions    | 3 314 | 33,88  |    |    |  |  |
| Votants                  | Votants          | Votants        | 6 468 | 66,12  |    |    |  |  |
| Blancs et nuls           | Blancs et nuls   | Blancs et nuls | 516   | 7,98   |    |    |  |  |
| Exprimés                 | Exprimés         | Exprimés       | 5 952 | 92,02  |    |    |  |  |
| * Liste du maire sortant |                  |                |       |        |    |    |  |  |

### Ussac
- Maire sortant : Gilbert Rouhaud
- 27 sièges à pourvoir au conseil municipal (population légale 2011 : 3 986 habitants)
- 2 sièges à pourvoir au conseil communautaire (CA du Bassin de Brive)

|                          | Gilbert Rouhaud * | DVG            | 1 320 | 56,74  | 22 | 2 |  |  |
|                          | Roland Pechet     | DVD            | 863   | 37,10  | 5  |   |  |  |
|                          | Vincent Durot     | SE             | 143   | 6,14   |    |   |  |  |
|                          |                   |                |       |        |    |   |  |  |
| Inscrits                 | Inscrits          | Inscrits       | 3 264 | 100,00 |    |   |  |  |
| Abstentions              | Abstentions       | Abstentions    | 842   | 25,80  |    |   |  |  |
| Votants                  | Votants           | Votants        | 2 422 | 74,20  |    |   |  |  |
| Blancs et nuls           | Blancs et nuls    | Blancs et nuls | 96    | 3,96   |    |   |  |  |
| Exprimés                 | Exprimés          | Exprimés       | 2 326 | 96,04  |    |   |  |  |
| * Liste du maire sortant |                   |                |       |        |    |   |  |  |

### Ussel
- Maire sortant : Martine Leclerc (PS)
- 29 sièges à pourvoir au conseil municipal (population légale 2011 : 9 948 habitants)
- 22 sièges à pourvoir au conseil communautaire (CC Haute-Corrèze Communauté)

| Tête de liste            | Tête de liste          | Liste          | Premier tour | Premier tour | Second tour | Second tour | Sièges | Sièges |
| Tête de liste            | Tête de liste          | Liste          | Voix         | %            | Voix        | %           | CM     | CC     |
| ------------------------ | ---------------------- | -------------- | ------------ | ------------ | ----------- | ----------- | ------ | ------ |
|                          | Christophe Arfeuillere | UMP            | 1 931        | 40,47        | 2 898       | 60,89       | 24     | 18     |
|                          | Martine Leclerc *      | PS-PCF-EELV    | 1 622        | 33,99        | 1 861       | 39,10       | 5      | 4      |
|                          | Daniel Delpy           | DVD            | 1 218        | 25,52        |             |             |        |        |
|                          |                        |                |              |              |             |             |        |        |
| Inscrits                 | Inscrits               | Inscrits       | 6 764        | 100,00       | 6 764       | 100,00      |        |        |
| Abstentions              | Abstentions            | Abstentions    | 1 750        | 25,87        | 1 804       | 26,67       |        |        |
| Votants                  | Votants                | Votants        | 5 014        | 74,13        | 4 960       | 73,33       |        |        |
| Blancs et nuls           | Blancs et nuls         | Blancs et nuls | 243          | 4,85         | 201         | 4,05        |        |        |
| Exprimés                 | Exprimés               | Exprimés       | 4 771        | 95,15        | 4 759       | 95,95       |        |        |
| * Liste du maire sortant |                        |                |              |              |             |             |        |        |

### Uzerche
- Maire sortant : Sophie Dessus
- 23 sièges à pourvoir au conseil municipal (population légale 2011 : 3 042 habitants)
- 8 sièges à pourvoir au conseil communautaire (CC du Pays d'Uzerche)

|                          | Sophie Dessus * | PS-PCF-EELV    | 767   | 100,00 | 23 | 8 |  |  |
|                          |                 |                |       |        |    |   |  |  |
| Inscrits                 | Inscrits        | Inscrits       | 1 908 | 100,00 |    |   |  |  |
| Abstentions              | Abstentions     | Abstentions    | 647   | 33,91  |    |   |  |  |
| Votants                  | Votants         | Votants        | 1 261 | 66,09  |    |   |  |  |
| Blancs et nuls           | Blancs et nuls  | Blancs et nuls | 494   | 39,18  |    |   |  |  |
| Exprimés                 | Exprimés        | Exprimés       | 767   | 60,82  |    |   |  |  |
| * Liste du maire sortant |                 |                |       |        |    |   |  |  |

### Varetz
- Maire sortant : Jean-Pierre Charliaguet
- 19 sièges à pourvoir au conseil municipal (population légale 2011 : 2 268 habitants)
- 2 sièges à pourvoir au conseil communautaire (CA du Bassin de Brive)

| Tête de liste            | Tête de liste             | Liste          | Premier tour | Premier tour | Second tour | Second tour | Sièges | Sièges |
| Tête de liste            | Tête de liste             | Liste          | Voix         | %            | Voix        | %           | CM     | CC     |
| ------------------------ | ------------------------- | -------------- | ------------ | ------------ | ----------- | ----------- | ------ | ------ |
|                          | Jean-Pierre Charliaguet * | SE             | 487          | 37,11        | 695         | 49,89       | 4      |        |
|                          | Nicolas Pennel            | SE             | 424          | 32,31        | 698         | 50,10       | 15     | 2      |
|                          | Paul Audard               | DVG            | 401          | 30,56        |             |             |        |        |
|                          |                           |                |              |              |             |             |        |        |
| Inscrits                 | Inscrits                  | Inscrits       | 1 841        | 100,00       | 1 841       | 100,00      |        |        |
| Abstentions              | Abstentions               | Abstentions    | 421          | 22,87        | 377         | 20,48       |        |        |
| Votants                  | Votants                   | Votants        | 1 420        | 77,13        | 1 464       | 79,52       |        |        |
| Blancs et nuls           | Blancs et nuls            | Blancs et nuls | 108          | 7,61         | 71          | 4,85        |        |        |
| Exprimés                 | Exprimés                  | Exprimés       | 1 312        | 92,39        | 1 393       | 95,15       |        |        |
| * Liste du maire sortant |                           |                |              |              |             |             |        |        |

### Vigeois
- Maire sortant : Anne-Marie Tixier (DVG)
- 15 sièges à pourvoir au conseil municipal (population légale 2011 : 1 231 habitants)
- 3 sièges à pourvoir au conseil communautaire (CC du Pays d'Uzerche)

|                | Jean-Paul Comby  | DVG            | 379 | 52,93  | 12 | 2 |  |  |
|                | Albert Chassaing | DVD            | 337 | 47,06  | 3  | 1 |  |  |
|                |                  |                |     |        |    |   |  |  |
| Inscrits       | Inscrits         | Inscrits       | 931 | 100,00 |    |   |  |  |
| Abstentions    | Abstentions      | Abstentions    | 147 | 15,79  |    |   |  |  |
| Votants        | Votants          | Votants        | 784 | 84,21  |    |   |  |  |
| Blancs et nuls | Blancs et nuls   | Blancs et nuls | 68  | 8,67   |    |   |  |  |
| Exprimés       | Exprimés         | Exprimés       | 716 | 91,33  |    |   |  |  |

### Voutezac
- Maire sortant : Georges Peyramaure (PS)
- 15 sièges à pourvoir au conseil municipal (population légale 2011 : 1 270 habitants)
- 2 sièges à pourvoir au conseil communautaire (CA du Bassin de Brive)

|                | Nicole Poulverel     | DVD            | 489 | 62,69  | 13 | 2 |  |  |
|                | Jean-Pierre Pommepuy | PS             | 291 | 37,30  | 2  |   |  |  |
|                |                      |                |     |        |    |   |  |  |
| Inscrits       | Inscrits             | Inscrits       | 964 | 100,00 |    |   |  |  |
| Abstentions    | Abstentions          | Abstentions    | 138 | 14,32  |    |   |  |  |
| Votants        | Votants              | Votants        | 826 | 85,68  |    |   |  |  |
| Blancs et nuls | Blancs et nuls       | Blancs et nuls | 46  | 5,57   |    |   |  |  |
| Exprimés       | Exprimés             | Exprimés       | 780 | 94,43  |    |   |  |  |